# Дисгідроз
Дисгідроз — це вид дерматиту, який характеризується сверблячими пухирями на долонях і стопах. Пухирі зазвичай мають розмір від одного до двох міліметрів і загоюються упродовж трьох тижнів. Однак вони часто повторюються. Почервоніння зазвичай відсутні. Повторні напади можуть призвести до тріщин і потовщення шкіри.
Причина невідома. Тригерами можуть бути алергени, фізичний або розумовий стрес, часте миття рук або метали. Діагноз зазвичай ґрунтується на зовнішньому вигляді й симптомах. Щоб виключити інші захворювання, можуть бути проведені аналізи на алергію та культуральне дослідження. До інших станів, що викликають подібні симптоми, належать пустульозний псоріаз та короста.
Хворим на дисгідроз може бути корисним уникнення тригерів і використання захисного крему. Лікування зазвичай проводиться за допомогою стероїдного крему. Перші тиждень або два можуть знадобитися стероїдні креми високої міцності. Антигістамінні препарати можна використовувати для усунення свербежу. Якщо це неефективно, пробують призначати стероїдні таблетки, такролімус або псорален плюс ультрафіолет А (PUVA).
У Швеції це захворювання має 1 з 2000 людей. Дисгідроз уражає чоловіків і жінок. Він пояснює приблизно кожен п'ятий випадок дерматиту рук. Уперше захворювання описано у 1873 р. Назва походить від слова «дисгідротичний», що означає «важке потовиділення», оскільки колись вважалося, що причиною є проблеми з потовиділенням.

## Ознаки та симптоми
Дисгідроз має такі характеристики:
- Свербіж долонь або стоп, за яким слідує раптовий розвиток сильно сверблячих дрібних пухирів на боках пальців, долонь або стоп.[5]
- Через кілька тижнів маленькі пухирці поступово зникають, коли верхній шар шкіри опадає.[1][6][7]
- Ці висипи не трапляються в інших місцях на тілі.[1]
- Спалахи можуть бути симетричними.[8]

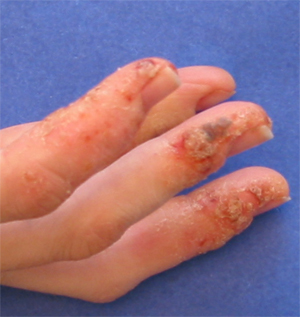
Важка стадія дисгідрозу на пальцях
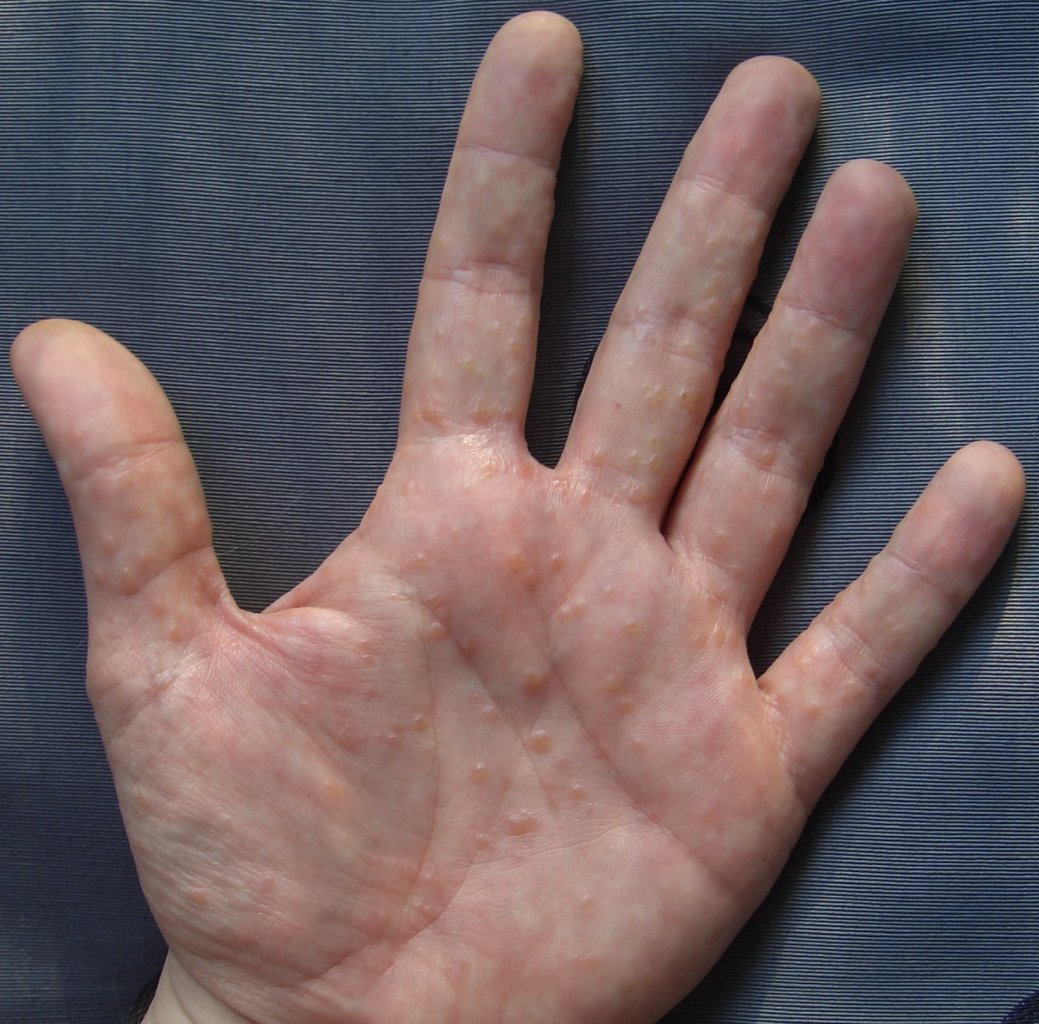
Пальмарний дисгідроз
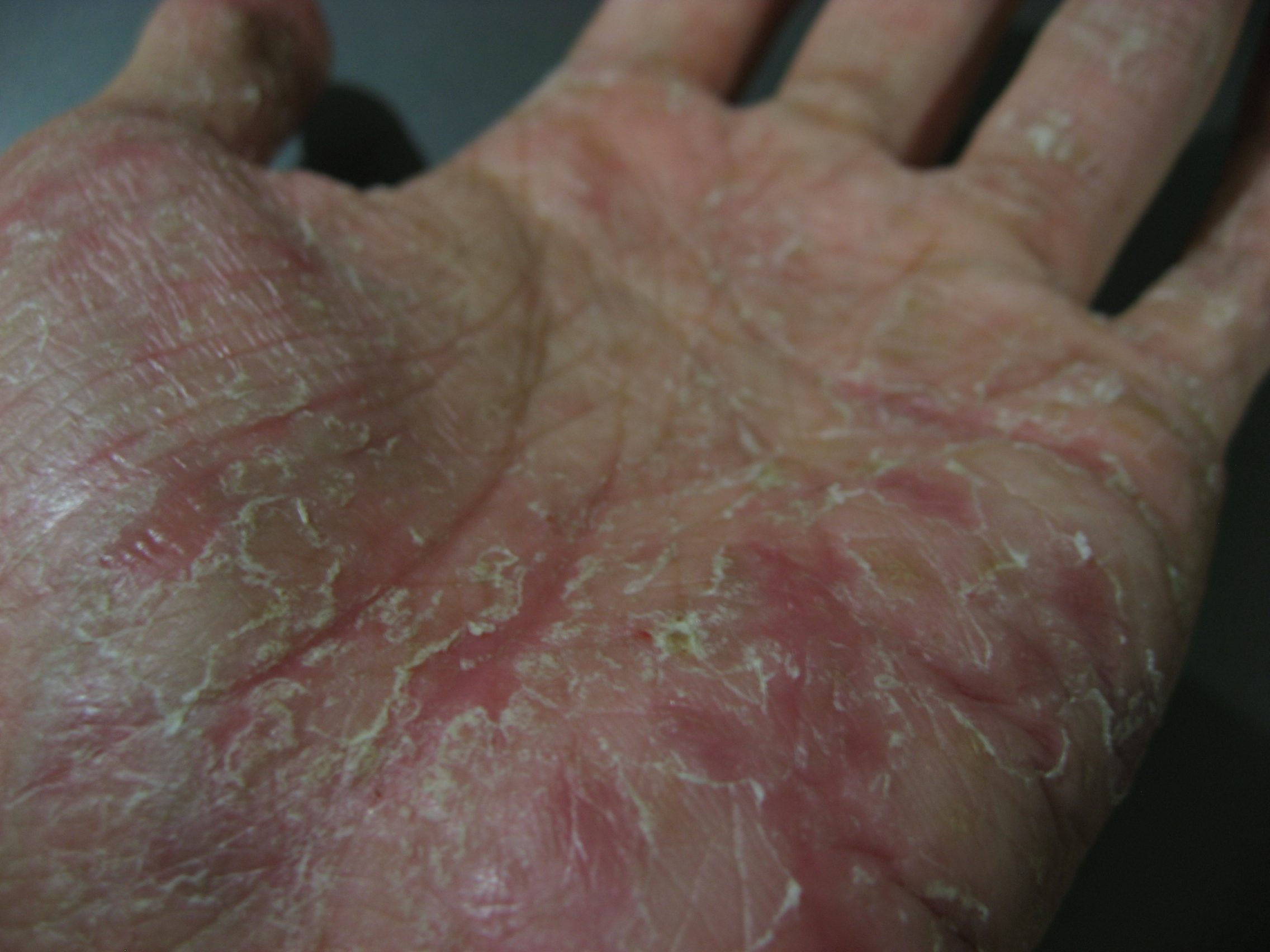
Початкова стадія долонного дисгідрозу на долоні, що показує тріщини та лущення шкіри
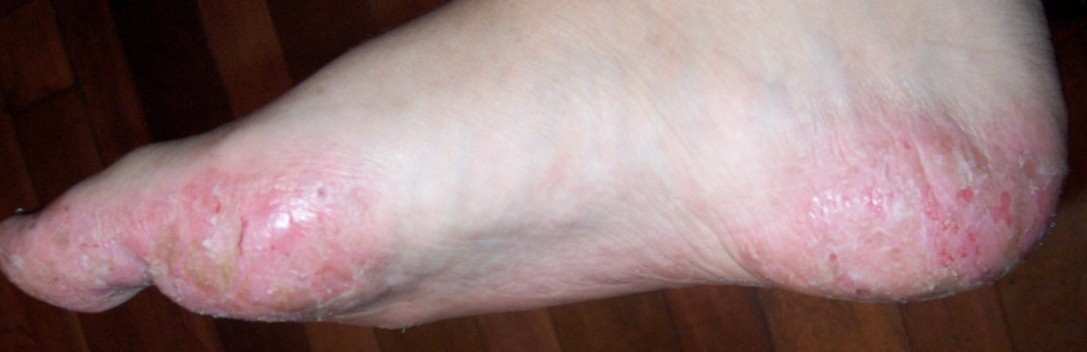
Розвинена стадія дисгідрозу на стопі
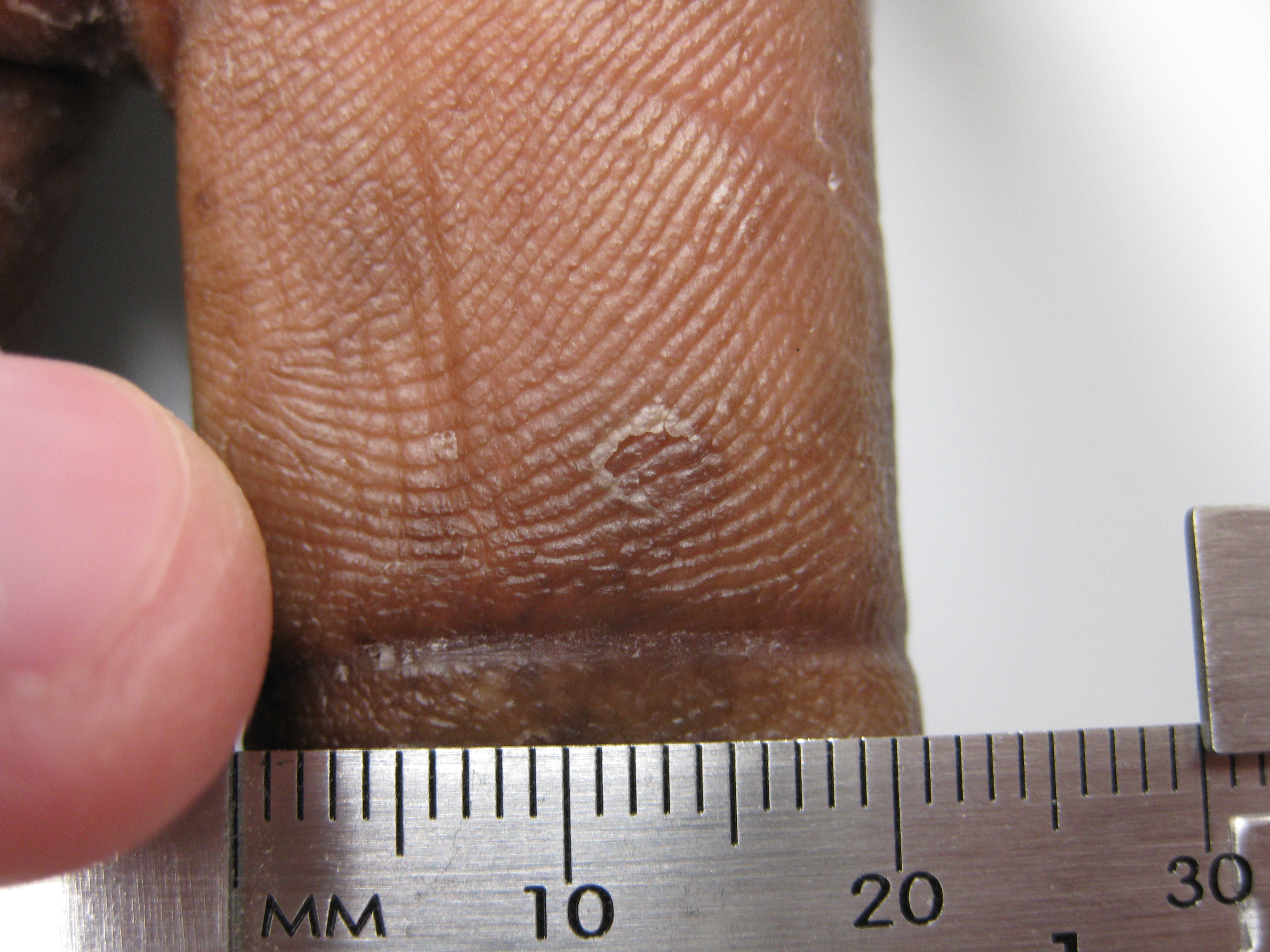
Область лусочки на долонній поверхні великого пальця від спадаючого дисгідротичного спалаху

## Причини
Точні причини дисгідрозу невідомі. У деяких випадках можуть бути задіяні харчові алергени. Дослідження окремих випадків припускають вплив широкого спектра продуктів, серед яких тунець, помідори, ананаси, шоколад, кава та спеції. Ряд досліджень вказує на перуанський бальзам. Дослідження 2013 року показало, що дисгідроз на руках збільшився серед людей, які страждають на алергію на кліщів домашнього пилу, після вдихання алергену кліща домашнього пилу.
Можливі причини — id reaction та подразливий контактний дерматит.

## Діагностика
Дисгідроз діагностується клінічно, шляхом збору анамнезу пацієнта та ретельних спостережень. Вираженість симптомів також можна оцінити, використовуючи індекс поширення та тяжкості дисгідротичної екземи (DASI). DASI був розроблений для клінічних випробувань і зазвичай не використовується на практиці.

## Лікування
Існує багато методів лікування дисгідрозу. Однак, лише деякі з них були розроблені чи випробувані для лікування конкретно цього стану.
- Бар'єри для вологи та подразників, включаючи захисні креми[en] та рукавички.[8]
- Місцеві стероїди[11] — хоча і корисні, вони можуть бути небезпечними протягом тривалого часу через побічні ефекти стоншення шкіри, які викликають особливу неприємність при дисгідрозі рук, через кількість токсинів і бактерій, з якими зазвичай стикаються руки.
- Ванночки з розбавленого розчину перманганату калію — також популярний засіб і використовується для «висушування» везикул[12] і знищення поверхневого золотистого стафілокока[13] але він також може бути дуже болючим. У нерозбавленому вигляді він може викликати значне печіння.[14]
- Дапсон (диаміно-дифенілсульфон), антибактеріальний засіб, рекомендується для лікування дисгідрозу в деяких хронічних випадках.[15]
- Антигістамінні препарати: фексофенадин до 180 мг на добу.[16]
- Алітретиноїн[en] (9-цис-ретиноєва кислота) схвалений для призначення у Великій Британії. Його призначають зокрема при хронічній екземі рук і ніг.[17][18][19] Препарат виробляє швейцарська компанія Basilea Pharmaceutica[en] (BAL 4079).
- Системні стероїди можуть призначати перорально для лікування особливо гострих та важких випадків дисгідрозу.[8]

## Епідеміологія
У Швеції це захворювання має 1 з 2000 людей. Дисгідроз уражає чоловіків і жінок.

## Синоніми
Дисгідроз також відомий як помфолікс, цей термін походить від грецького слова «бульбашка».